# Бецкое
Бецкое (бел. Бецкае) — деревня в Полоцком районе Витебской области Белоруссии. Входит в состав Гомельского сельсовета. Население — 8 человек (2019).

## География

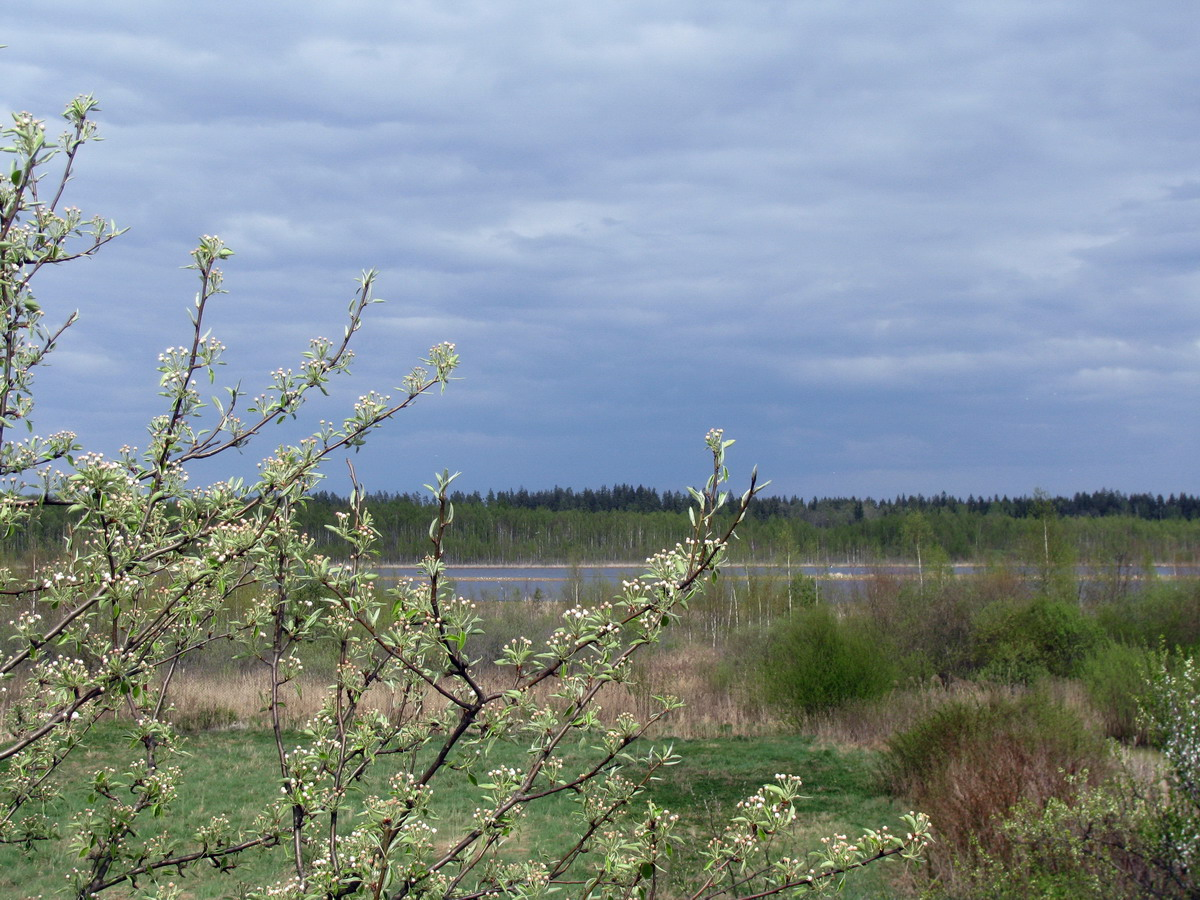
Вид с холма. Озеро Бецкое

Ближайшие населённые пункты Колпинка, Семенец, Тросно.

### Гидрография
Около озера Бецкое.

## История
До 10 октября 2013 года деревня входила в состав Заозёрского сельсовета.

## Население
- 2009 год — 1 человек (перепись населения)
- 2019 год — 8 человек[2] (перепись населения)